# دلیل و هیجان
دلیل و هیجان یک فیلم کوتاه تبلیغاتی اثر استودیو انیمیشن والت دیزنی محصول ۱۹۴۳ است که در ۱۹۴۳ نامزد جایزه اسکار بهترین فیلم پویانمایی شد. این فیلم کوتاه در ۲۷ اوت ۱۹۴۳ در ایالات متحده آمریکا منتشر شد و طولش هشت دقیقه است.
این فیلم کوتاه با فیلم ۲۰۱۵ شرکت پیکسار درون و بیرون مقایسه شده‌است.